# Montenegro (Faro)
Montenegro è una freguesia portoghese del concelho di Faro.
L'area è di 23,24 km² e ha 8 149 abitanti (2011).
Di questa freguesia fanno parte l'aeroporto di Faro e il campus di Gambelas dell'Università dell'Algarve.
Questa frequesia è inoltre la più recente del concelho di Faro, essendo stata creata il 20 giugno 1997.